# Морріс (округ, Техас)
Шаблон:StateAbbr_ 33°07′ пн. ш. 94°44′ зх. д. / 33.12° пн. ш. 94.73° зх. д.
Округ  Морріс (англ. Morris County) — округ (графство) у штаті  Техас, США. Ідентифікатор округу 48343.

## Історія
Округ утворений 1875 року.

## Демографія
За даними перепису 2000 року загальне населення округу становило 13048 осіб, зокрема міського населення було 2608, а сільського — 10440. Серед мешканців округу чоловіків було 6277, а жінок — 6771. В окрузі було 5215 домогосподарств, 3747 родин, які мешкали в 6017 будинках. Середній розмір родини становив 2,95.
Віковий розподіл населення поданий у таблиці:
| Стать    | До 15 років | 15-21 | 22-29 | 30-39 | 40-49 | 50-65 | 65-85 | Понад 85 |
| -------- | ----------- | ----- | ----- | ----- | ----- | ----- | ----- | -------- |
| Чоловіки | 1399        | 624   | 533   | 708   | 956   | 1057  | 931   | 69       |
| Жінки    | 1282        | 595   | 545   | 798   | 1013  | 1152  | 1184  | 202      |

## Суміжні округи
- Бові — північ
- Кесс — схід
- Маріон — південний схід
- Апшер — південь
- Кемп — південний захід
- Тайтус — захід
- Ред-Ривер — північний захід

## Виноски
1. ↑  U.S. Decennial Census. United States Census Bureau. Архів оригіналу за 19 липня 2018. Процитовано 4 травня 2015.
2. ↑  Texas Almanac: Population History of Counties from 1850–2010 (PDF). Texas Almanac. Архів оригіналу (PDF) за 19 квітня 2015. Процитовано 4 травня 2015.
3. ↑  State & County QuickFacts. United States Census Bureau. Архів оригіналу за 21 вересня 2011. Процитовано 22 грудня 2013.(англ.) Наведено за англійською вікіпедією.
4. ↑  American FactFinder. Бюро перепису населення США. Архів оригіналу за 26 лютого 2012. Процитовано 31 січня 2008.

| США | Це незавершена стаття з географії США. Ви можете допомогти проєкту, виправивши або дописавши її. |